# Medizinskandal Alte Apotheke Bottrop
Der Medizinskandal Alte Apotheke wurde im Herbst 2016 aufgedeckt. Zwei Angestellte der Apotheke in Bottrop hatten den Verdacht geäußert, in der Apotheke seien Krebsmedikamente (Zytostatika) falsch deklariert bzw. mit zu wenig Wirkstoff verkauft worden. In einem der „größten Medizinskandale in der bundesdeutschen Geschichte“ habe der Apotheker Peter Stadtmann in 61.980 Fällen gegen das Arzneimittelgesetz verstoßen. Bei der Alten Apotheke handelte es sich um eine „Schwerpunkt-Apotheke“, die behördliche Verantwortung in der Krebstherapie übernahm und dafür Medikamente bundesweit an Patienten abgab.
Im Juli 2018 wurde der Apotheker wegen Verstoßes gegen das Arzneimittelgesetz und Betruges zu 12 Jahren Freiheitsstrafe verurteilt.

## Whistleblowing
Der Volkswirt Martin Porwoll und die pharmazeutisch-technische Assistentin Maria-Elisabeth Klein entschieden sich, mit ihren Erkenntnissen an die Öffentlichkeit zu gehen, da sie die Vernichtung wichtiger Beweismittel befürchteten und sie beim Zugehen auf ihren Arbeitgeber mit Repressalien hätten rechnen müssen, was von der ermittelnden Polizei bestätigt wurde. Porwoll erstattete Strafanzeige aufgrund des Verdachts, der Inhaber der Alten Apotheke habe „abgelaufene Medikamente, insbesondere Zytostatika, umdeklariert sowie Medikamente verdünnt/gestreckt und dennoch zum Preis des Originals verkauft.“ Maria-Elisabeth Klein informierte die Kriminalpolizei über Missstände in der Apotheke und übergab zur weiteren Überprüfung ein zurückerhaltenes Medikament. Das Paul-Ehrlich-Institut bestätigte, dass die Infusion statt des deklarierten Wirkstoffs eine „reine Kochsalzlösung“ enthalten habe.
Die beiden Angestellten der Alten Apotheke erhielten für ihr Whistleblowing zusammen mit einer dritten Person den Whistleblower-Preis der Vereinigung Deutscher Wissenschaftler. Die Preisvergabe erfolgte aufgrund der Kriterien „Inkaufnahme schwerer Nachteile“ und „Orientierung am Gemeinwohl“. Ihr Whistleblowing sei ein „wichtiger Beitrag zur Aufdeckung von strukturellen Missständen in einem besonders kostenintensiven Bereich unseres Gesundheitswesens mit einem Jahresumsatz von ca. 4 Milliarden Euro, der sich auf ca. 50 Hersteller- und Vertriebsunternehmen, ca. 1200 Onkologen und ca. 250 Zytostatika-Apotheken verteilt.“
Patientenverbände kritisieren die mangelnde Überwachung von Zytostatika herstellenden Apotheken, da unangemeldete Kontrollen höchst selten stattfänden.

## Folgen des Verdachts
Diese Erkenntnisse führten nach einer Durchsuchung der „Alten Apotheke“ am 29. November 2016 zum Haftbefehl gegen den approbierten Betriebsinhaber Peter Stadtmann. Die Mitarbeiterin Birgit K. sagte später aus, die Verwaltung der Apotheke habe mit dem Wachstum des Unternehmens nicht schritthalten können und sei überfordert gewesen. Es habe ein „Missverhältnis zwischen dem tatsächlichen und dem verbuchten Warenbestand“ gegeben; eine erste Inventur sei chaotisch verlaufen und habe wiederholt werden müssen. Der Inhaber Stadtmann habe sich gegen seine Mutter, die als „Herrscherin des Kellers“ bekannt gewesen sei, den Warenein- und -ausgang kontrolliert und „vermutlich die wirtschaftliche Situation der Apotheke gekannt“ habe, nicht immer durchsetzen können. Die Mitarbeiterin sprach weiterhin von hohen Rabatten und teuren Geschenken des Inhabers. Einen weiteren Teil des noch verbliebenen Vermögens soll die Familie des Apothekers abgeschöpft haben. Zudem sollen dem Recherchenetzwerk Correctiv Dokumente, Verträge und Vollmachten vorliegen, die den Eltern von Peter Stadtmann Zugriff auf weite Teile seines Vermögens ermöglichen. Die Staatsanwaltschaft konnte insgesamt 56 Millionen Euro sicherstellen, bei einem Jahresumsatz der Apotheke von zuletzt etwa 50 Millionen Euro. Es entwickelte sich einer der größten Medizinskandale in Deutschland nach dem Zweiten Weltkrieg.
Im November 2017 begann vor einer Wirtschaftsstrafkammer des Landgerichts Essen der Prozess gegen den Apotheker. Von Opferseite wurde demgegenüber eine Verhandlung vor dem Schwurgericht gefordert, da es um „Tötung von Menschen“ und das Überschreiten der „Schwelle zur Heimtücke“ gehe. Für die mutmaßlich 4600 geschädigten Patienten in sechs Bundesländern richtete die Stadt Bottrop eine Beratungsstelle ein, die von zwei Onkologen mit einem Budget von 15.000 Euro ein Jahr lang betrieben werden sollte.
Die Alte Apotheke wurde nach der Inhaftierung des Angeklagten von seiner Mutter geführt. Die Staatsanwaltschaft ermittelt gegen die Eltern des Angeklagten wegen ungenehmigten Arzneimittelgroßhandels und Beihilfe zu den Taten ihres Sohnes. Die Stadt Bottrop informierte im Mai 2018, dass die Überprüfung der Betriebserlaubnis der Mutter noch laufe. Die Apotheke wurde verkauft und von der neuen Inhaberin in „City Apotheke“ umbenannt. Die Zytostatikaherstellung wurde nicht wieder aufgenommen.
Am 6. Juli 2018 wurde Peter Stadtmann wegen Verstoßes gegen das Arzneimittelgesetz in knapp 14.500 Fällen und Betrugs in 59 Fällen zu zwölf Jahren Haft verurteilt. Außerdem wurde ein lebenslanges Berufsverbot verhängt. Die Verteidigung, die Freispruch beantragt hatte, legte Revision ein, ebenso die Staatsanwaltschaft und mehrere Nebenkläger mit der Rüge, dass keine Verurteilung wegen versuchter Körperverletzung bzw. versuchten Mordes ausgesprochen wurde. Erfolg hatte lediglich das Rechtsmittel des Angeklagten, allerdings auch nur insofern, als der Bundesgerichtshof die vom Landgericht auf 17 Millionen Euro festgesetzte Einziehung von Wertersatz auf 13,6 Millionen Euro herabsetzte. Stadtmanns Verfassungsbeschwerde gegen seine Verurteilung, mit der er eine Verletzung des Schuldgrundsatzes sowie des „Grundrechts auf Wahrung der Grenzen richterlicher Rechtsfortbildung“ rügte, wurde mit Beschluss vom 9. August 2023 vom Bundesverfassungsgericht nicht zur Entscheidung angenommen.
Nach Verbüßung von, unter Anrechnung der Untersuchungshaft, zwei Dritteln der Haftstrafe wurde Peter Stadtmann Ende Dezember 2024 aus dem offenen Vollzug der Justizvollzugsanstalt Bielefeld-Senne auf Bewährung entlassen.

## Ermittlungen wegen Insolvenzstraftaten
Ende Januar 2022 wurde bekannt, dass die Staatsanwaltschaft Essen neue Ermittlungen gegen Peter Stadtmann wegen möglicher Insolvenzstraftaten aufgenommen hat. Aufgrund der Schadensersatzforderung der Krankenkassen in Millionenhöhe musste er Insolvenz anmelden. Dabei sollen Vermögenswerte auf die Mutter übertragen worden sein, um sie der Insolvenzmasse zu entziehen. In Betracht kommt daher ein Bankrott nach § 283 StGB.